# 自适应多速率音频压缩
自适应多速率音频压缩（Adaptive multi-Rate compression，简称AMR）是一个使语音编码最优化的专利。AMR被标准语音编码 3GPP在1998年10月选用，现在广泛在GSM和UMTS中使用。它使用1-8个不同的位元率編碼。
AMR 也是一个文件格式，存储AMR 语音编码文件. 很多手机允许使用者存储短时间的AMR 格式录音，而部分开源（参看外部链接）和商业软件有和其他格式转换的程序。但是AMR是一个语音格式，並未針對其他聲音進行最佳化。普通文件扩展名是 .amr。

## 使用
为保证每20毫秒160采样点的采样率，AMR使用ACELP、DTX、VAD和CNG等不同的技术，从中选择最好的编码模式适应局部信道和通路频带要求。如果广播条件差，源编码减少，信道编码增加。此舉可提高网络连接的品質，但必須牺牲语音的清晰度。在特别情况下AMR 增加大约S/N = 4-6 dB。
以下列出共计14种方式的AMR编码，包含8个全频(FR)和6个半频(HR)。
| Mode      | Bitrate (kbit/s) | Channel | 兼容                                   |
| --------- | ---------------- | ------- | -------------------------------------- |
| AMR_12.20 | 12.20            | FR      | ETSI GSM enhanced full rate            |
| AMR_10.20 | 10.20            | FR      |                                        |
| AMR_7.95  | 7.95             | FR/HR   |                                        |
| AMR_7.40  | 7.40             | FR/HR   | TIA/EIA IS-641 TDMA enhanced full rate |
| AMR_6.70  | 6.70             | FR/HR   | ARIB 6.7 kbit/s enhanced full rate     |
| AMR_5.90  | 5.90             | FR/HR   |                                        |
| AMR_5.15  | 5.15             | FR/HR   |                                        |
| AMR_4.75  | 4.75             | FR/HR   |                                        |
|           |                  |         |                                        |
| AMR_SID   | 1.80             | FR/HR   |                                        |

## 特点
- 采样率 8 kHz/13-bit (160 采样点每20ms)，滤波后只保留 200-3400 Hz 范围内的信号。
- 编码器使用8个位速：12.2、10.2、7.95、7.40、6.70、5.90、5.15和4.75 kbit/s。
- 生成的帧长度为95、103、118、134、148、159、204或244bit，对应的位速分别为4.75、5.15、5.90、6.70、7.40、7.95、10.2或12.2 kbit/s。
- AMR利用 Discontinuous Transmission (DTX)， Voice Activity Detection (VAD)和Comfort Noise Generation (CNG)减少在无声时候的带宽。
- 算法延迟是每帧20ms。位速是12.2的时候，没有前瞻延迟。其他速率的前瞻延迟是5 ms. 注有5 ms 的仿前瞻延迟，允许准确的帧宽模式转换其余速率。
- AMR是使用 Algebraic Code Excited Linear Prediction (ACELP)的混合语言编码器。
- 运算法则的复杂性是5的话，则 G.711 是1 G.729a 是15。
- PSQM在理想条件下测试失真Mean Opinion Scores AMR（12.2 kbit/s）是 4.14，相比G.711 (u-law) 是 4.45。
- PSQM在网络条件下Mean Opinion Scores AMR（12.2 kbit/s）是3.79，相比G.711 (u-law) 是4.13。

## 专利许可
AMR编解码器数个专利:
- VoiceAge licensing information （页面存档备份，存于），包含编解码器价格.
- 3GPP legal issues
- The 3G Patent Platform and its licensing policy
- AMR Codecs as Shared Libraries （页面存档备份，存于） - amrnb 和 amrwb 开发站点，共享库.